# Xã Pleasant Valley, Quận Johnson, Iowa
Xã Pleasant Valley (tiếng Anh: Pleasant Valley Township) là một xã thuộc quận Johnson, tiểu bang Iowa, Hoa Kỳ. Năm 2010, dân số của xã này là 269 người.